# Gare de Bercy
Gare de Bercy – dworzec kolejowy w Paryżu, we Francji. Stacja znajduje się w pobliżu stacji Gare de Lyon. Stacja posiada 3 perony.

## Historia
Otworzony w 1977 roku dworzec specjalizował się w obsłudze pociągów samochodowych, które przewoziły pasażerów razem z pojazdami. Te usługi, znane także jako "auto-kuszetki kolejowe" (TAC), oferowały nocne podróże, gdzie podróżni podróżowali w wagonach sypialnych przypominających kuszetki. Pociągi tego typu kursowały między stacjami Paris Bercy a Avignon-Sud, Marsylia-Saint-Charles, Tulon, Fréjus-Saint-Raphaël i Nice-Ville.
Od 2012 roku pociągi dalekobieżne Intercités i regionalne TER Bourgogne-Franche-Comté między Paryżem a regionami Burgundii i Owerniai zostały przeniesione z Gare de Lyon do Gare de Bercy w celu redukcji natężenia ruchu na większym dworcu. To działanie wywołało kontrowersje i protesty, zwłaszcza ze strony przewodniczącego rady regionalnej Owernii, który kwestionował mniej dogodne warunki w Gare de Bercy. Mimo prób interwencji, decyzja o pozostawieniu połączeń w Gare de Bercy została utrzymana.
W związku z planowaną zmianą nazwy stacji na Gare de Bourgogne lub Gare de Auvergne, 12. dzielnica Paryża (Bercy) sprzeciwiła się takiemu pomysłowi. Ostatecznie, we wrześniu 2016 roku, SNCF zgodziła się na kompromisową nazwę Gare de Paris Bercy Bourgogne – Pays d'Auvergne.
W październiku 2013 roku przeprowadzono renowację przed stacją, dodając "Jardin des terroirs" (Ogród terroirs) jako park osiedlowy i zewnętrzną poczekalnię dla pasażerów. Stacja pełniła także rolę węzła komunikacyjnego dla międzynarodowych usług autobusowych iDBUS/Ouibus od lipca 2012 do stycznia 2019 roku.

W grudniu 2018 roku zrezygnowano z obsługi samochodów osobowych w pociągach samochodowych, a pociągi składały się wyłącznie z wyspecjalizowanych auto przewoźników. To wymusiło konieczność nabycia biletu w pociągu pasażerskim dla osób towarzyszących swoim samochodom. SNCF zakończyła sprzedaż biletów na pociągi samochodowe w grudniu 2019 roku, argumentując to brakiem opłacalności tej usługi.